# Parafia Wniebowzięcia Najświętszej Maryi Panny w Redzie

Kościół WNMP jest głównym motywem herbu miasta Redy.

Parafia rzymskokatolicka pw. Wniebowzięcia NMP i Św. Katarzyny w Redzie – wchodzi w skład dekanatu Reda archidiecezji gdańskiej.
Pierwsza parafia pw. św. apostołów Piotra i Pawła powstała w XII wieku. Pierwszy drewniany kościółek leżał w miejscu obecnych salek katechetycznych. Przetrwał on wiele wojen, w tym wojnę trzynastoletnią z Krzyżakami, do których przez ok. 150 lat te ziemie należały, czy potop szwedzki. Dopiero pod koniec XVII wieku strawił go pożar i kościół uległ całkowitemu zniszczeniu. Tylko dwie figury, św. Piotra i św. Pawła, cudem ocalały. Mieszkańcy przystąpili do budowy nowego kościoła z tzw. muru pruskiego. Został on szybko rozebrany, bo już pod koniec XIX wieku.
Budowę nowego kościoła, obecnego, w stylu neogotyckim rozpoczęto w 1901 roku, a zakończono dwa lata później w 1903. Patronką nowego kościoła została św. Katarzyna Aleksandryjska. Poświęcenie nowej świątyni odbyło się 26 września 1907 roku.
W 1957 r. ówczesny proboszcz tej parafii ks. Arnold Goetze, wielki czciciel NMP poprosił władze kościelne o zmianę patronki kościoła. Prośba ta została rozpatrzona pozytywnie i od tego roku (1957) tytuł parafii brzmi: Parafia pw. Wniebowzięcia Najświętszej Maryi Panny i św. Katarzyny Aleksandryjskiej.